# Ray Bolger

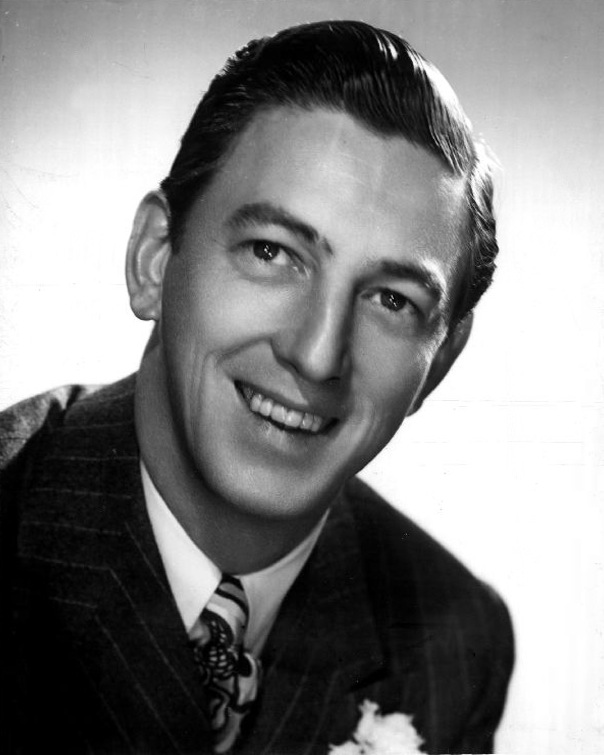
Ray Bolger 1942

Ray Bolger, eigentlich Raymond Wallace Bolger, (* 10. Januar 1904 in Dorchester, Massachusetts; † 15. Januar 1987 in Los Angeles, Kalifornien) war ein US-amerikanischer Schauspieler, Sänger und Tänzer. Seine Rolle als „Vogelscheuche“ im Filmklassiker Der Zauberer von Oz (1939) ist seine berühmteste. 

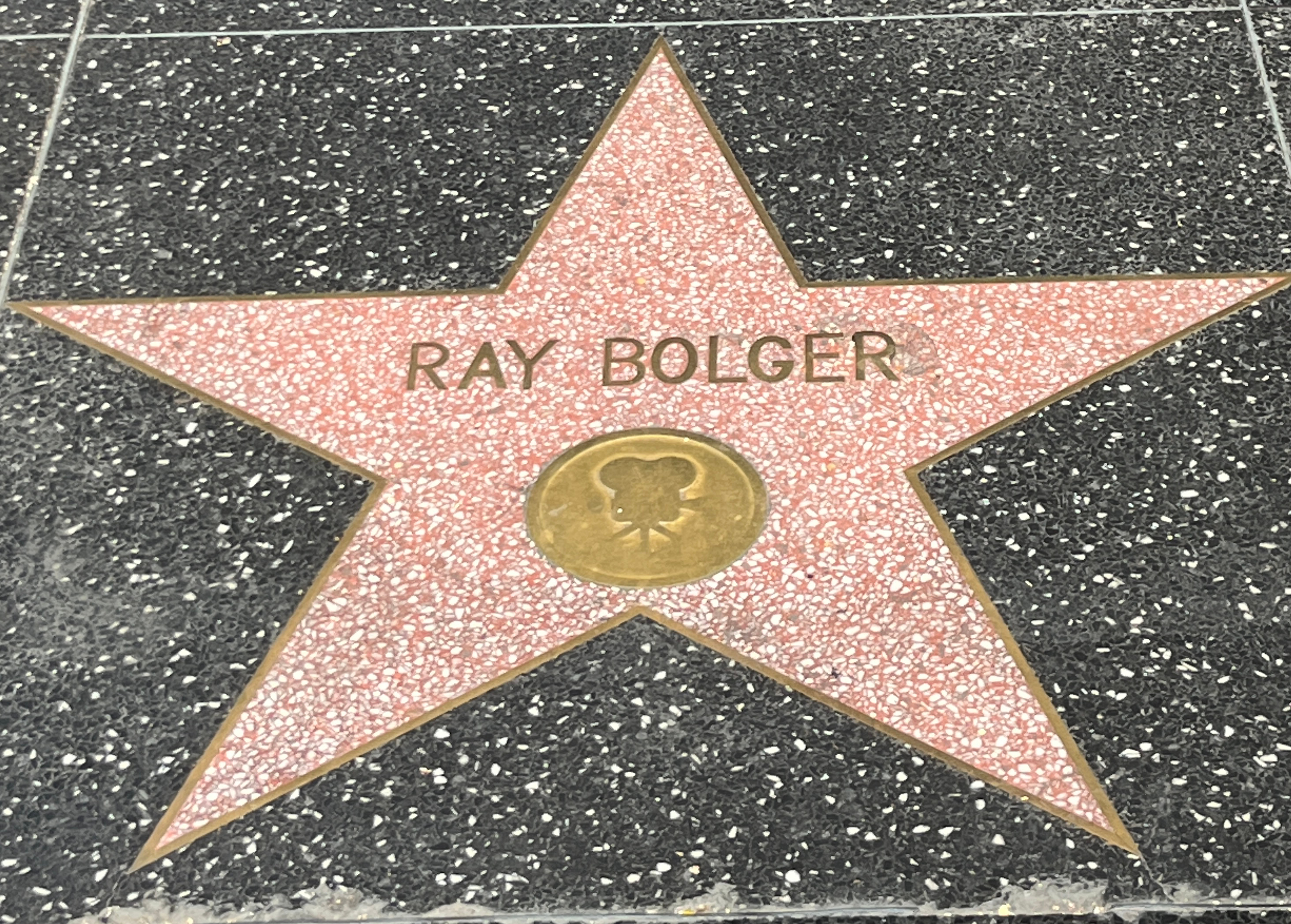
Ray Bolgers Stern auf dem Hollywood Walk of Fame.

## Leben und Karriere
Ray Bolger begann seine Karriere mit 19 Jahren in Vaudeville-Shows als eine Hälfte des Duos Sanford and Bolger. 1926 trat er erstmals am Broadway mit der Revue The Merry World auf. Bolgers Auftritte waren eine Mischung aus Tanz, Gesang und Schauspiel. Ein Markenzeichen von ihm war seine Gelenkigkeit.
Nachdem er sich am Broadway einen Namen gemacht hatte, unterschrieb Bolger im Jahr 1936 einen Vertrag bei dem Filmstudio MGM und begann als Schauspieler zu arbeiten. Seine erste MGM-Rolle hatte er in dem Musical Der große Ziegfeld (1936), wo er sich selbst in einer Nebenrolle spielte. Daneben interpretierte er Songs für die Soundtracks verschiedener Filme. Bleibende Bekanntheit erreichte Bolger vor allem durch den von Victor Fleming inszenierten Filmklassiker Der Zauberer von Oz (1939), in dem er an der Seite von Judy Garland die Rolle der Vogelscheuche spielte. Mit Beginn der 1940er-Jahre konzentrierte er sich wieder verstärkt auf seine Karriere am Broadway und gewann mehrere Tony Awards.
Ab den 1950er-Jahren trat Bolger häufiger im US-Fernsehen in Erscheinung. Zwischen 1953 und 1955 spielte er die Hauptrolle in der Sitcom Where’s Raymond?. Darin verkörperte Bolger in der Rolle des Musicalkünstlers Raymond Wallace eine fiktionalisierte Version seiner selbst. In den letzten Jahren seiner Karriere übernahm er Nebenrollen in den Fernsehserien Die Partridge Familie, Love Boat, Unsere kleine Farm und  Kampfstern Galactica.
Am 15. Januar 1987 erlag Bolger im Alter von 83 Jahren einem Krebsleiden. Er war von 1929 bis zu seinem Tod verheiratet. Ihm wurden zwei Sterne auf dem Hollywood Walk of Fame in den Kategorien Film und Fernsehen gewidmet. Ray Bolger wurde auf dem Friedhof Holy Cross Cemetery in Culver City bestattet.

## Filmografie (Auswahl)
- 1926: The Berth Mark (Kurzfilm)
- 1936: Der große Ziegfeld (The Great Ziegfeld)
- 1937: Hoheit tanzt inkognito (Rosalie)
- 1938: Singende Herzen (Sweethearts)
- 1939: Der Zauberer von Oz (The Wizard of Oz)
- 1941: Sunny
- 1942: Four Jacks and a Jill
- 1943: Stage Door Canteen
- 1946: The Harvey Girls
- 1949: Stern vom Broadway (Look for the Silver Lining)
- 1952: Where’s Charley?
- 1952: April in Paris
- 1953–1955: Where’s Raymond? (Fernsehserie, 61 Folgen)
- 1961: Aufruhr im Spielzeugland (Babes in Toyland)
- 1966: Der Tagträumer (The Daydreamer)
- 1970–1972: Die Partridge Familie (The Partridge Family, Fernsehserie, 3 Folgen)
- 1976: Der Preis der Macht (Captains and the Kings, Miniserie)
- 1977/1979: Love Boat (The Love Boat, Fernsehserie, 2 Folgen)
- 1978: Baretta (Fernsehserie, Folge 4x15)
- 1978/1979: Unsere kleine Farm (Little House on the Prairie, Fernsehserie, 2 Folgen)
- 1978/1982: Fantasy Island (Fernsehserie, 2 Folgen)
- 1979: Kampfstern Galactica (Battlestar Galactica, Fernsehserie, Folge 1x20)
- 1979: Nur du und ich (Just You and Me, Kid)
- 1982: Annie
- 1984: Noch Fragen Arnold? (Diff’rent Strokes, Fernsehserie, Folge 7x01)
- 1985: That’s Dancing!